# أكسيد الإنديوم الثلاثي
 أكسيد إنديوم ثلاثي  مركب كيميائي له الصيغة In2O3 ، ويكون على شكل بلورات صفراء مخضرة.